# Jegor Kuzniecow
Jegor Kuzniecow (ros. Егор Кузнецов; ur. 29 listopada 1994) – rosyjski lekkoatleta specjalizujący się w biegu na 400 metrów przez płotki. 
W 2011 został mistrzem świata juniorów młodszych. 
Rekord życiowy: płotki o wysokości 84 cm – 50,97 (9 lipca 2011, Lille Metropole).

## Osiągnięcia
| Rok  | Impreza                               | Miejsce         | Pozycja    | Wynik |
| ---- | ------------------------------------- | --------------- | ---------- | ----- |
| 2011 | Mistrzostwa świata juniorów młodszych | Lille Metropole | 1. miejsce | 50,97 |